# Jonathan Feldman
Jonathan Feldman (* 13. Juni 1952) ist ein US-amerikanischer Pianist und Musikpädagoge.
Feldman studierte bei Irwin Freundlich, Dorothy Taubman und Rosetta Goodkind an der Juilliard School, wo er ab 1989 Klavierbegleitung unterrichtete und von 1991 bis 2015 das Department Collaborative Piano leitete. Seit 2005 ist er außerdem Director of Collaborative Piano an der Music Academy of the West. Seit 2011 unterrichtet er am New England Conservatory. Zudem gab er Meisterklassen in den USA und Fernost sowie Kurse bei internationalen Festivals und Wettbewerben.
Als Kammermusiker und Klavierbegleiter arbeitete Feldman u. a. mit Nathan Milstein, Itzhak Perlman, Gil Shaham, James Galway, Sarah Chang und Joshua Bell zusammen. Mit dem Cellisten Darrett Adkins und der Flötistin Jeanne Galway bildet er das Zephyr Trio. Als Orchestermusiker trat er mit dem New York Philharmonic Orchestra und als Solist mit dem New York Philharmonic Chamber Ensemble und der Chamber Music Society am Lincoln Center in New York City auf. Sein Auftritt in Gil Shahams Programm Live From Lincoln Center wurde im Public Broadcasting Service übertragen. Aufnahmen spielte er für die Label EMI, Cala, Columbia, Naxos, Nonesuch, RCA, und Summit ein, u. a. mit seiner Frau, der Fagottistin Judith LeClair, und dem Flötisten Robert Langevin. Zu hören ist er auch in den Soundtracks von Music of the Heart (mit Meryl Streep) und The Man Who Wasn’t There der Coen Brothers.